# Steven De Lelie
Steven De Lelie (Antwerpen, 25 februari 1977) is een Belgisch acteur en regisseur.

## Theaterrollen
De Lelie bezocht in zijn schooltijd het Lyceum Linkeroever. Hij is vooral bekend in de theaterwereld. Hij speelde onder meer de theatermonoloog Kartonnen Dozen, gebaseerd op het gelijknamige boek van Tom Lanoye uit 1991. Ook speelde hij mee in De Libertijn. Dat hij ook regisseurskwaliteiten heeft, bewees hij met het theaterstuk Junglebook en Inside Moulin Rouge, en later ook met "Inside Moulin Rouge 2", waarin Sofie Truyen de hoofdrol speelt.
In Kartonnen Dozen speelt De Lelie de rol van een jongeman die probeert een weg te zoeken in zijn onzekere, ontluikende seksualiteit. In het stuk stellen drie kartonnen dozen de drie belangrijke fasen in zijn leven voor.
In De Libertijn speelt hij de Baronet, een jonge, ietwat onzekere leerling van het hoofdpersonage Denis Diderot (Frank Aendenboom), die zijn meester moet drukken op het belang van punctualiteit terwijl deze gestoord wordt door zijn vrouw, Antoinette Diderot (Anneleen Cooreman), zijn minnaressen, Anna Dorothea Therbouche (Nora Tilley) en juffrouw D'Holbache (Saartje Vandendriessche), en zijn dochter Angelique Diderot (Grietje Vanderheijden). In Equus speelde hij de hoofdrol, Alan Strang.
De Lelie werd in 2010 artistiek leider van het Antwerpse theatergezelschap Theater aan de Stroom en speelt ook zelf in diverse stukken mee.

## Televisierollen
In Lili en Marleen vertolkte hij de rol van Rikki, een jongeman in het Antwerpen van de jaren zestig. Rikki wordt verliefd op Vicky Muys (Grietje Vanderheijden), een meisje dat, toch voor haar moeder Georgette (Camilia Blereau), net een klasse te hoog is voor Rikki. Ze trouwen uiteindelijk omdat ze zwanger van hem raakt.
De Lelie was vanaf 2003 tot het einde van de reeks in 2010 in Lili en Marleen te zien.
In Familie speelt hij Bert Van den Bossche (vroeger gebracht door Mout Uytersprot). Nadat Bert 5 jaar geleden naar China vertrok met Tineke, keert hij terug naar België als een hard zakenman, en met een nieuwe vriendin, Cixi, die hij leerde kennen terwijl hij werkte voor het IT-bedrijf van haar vader. Hoewel Bert vroeger een integer man was, is het duidelijk dat de zakenwereld hem hard gemaakt heeft. Ook is hij op geld belust en heeft hij veel meer zelfvertrouwen dan vroeger.
Eind 2010 werd zijn vaste contract bij Familie stopgezet. Sindsdien is zijn aandeel in de soap beperkter; in september 2011 verdween hij volledig uit de reeks maar in 2013, aan het begin van 23ste seizoen, keerde slechterik Bert even terug voor anderhalve maand. In 2015 keerde hij opnieuw even terug de soap, ditmaal voor twee maanden. Hierna verdween het personage Bert negen jaar lang uit beeld. Bij zijn terugkeer in 2024 wordt Bert vertolkt door Jan Sobrie en wordt duidelijk dat hij plastische chirurgie heeft ondergaan en nu door het leven gaat als 'Joris Nuyens'. In de seizoensfinale van seizoen 33 en de eerste aflevering van seizoen 34 was Steven De Lelie echter opnieuw kort te zien als Bert tijdens een hallucinatie van "Joris". Ook in de webreeks Familie - Het ware gelaat van Joris hernam De Lelie de rol van Bert.
In juli 2025 speelt hij opnieuw Bert Van den Bossche, in de zomereditie van Familie "Familiegeheimen: Rube en Paul".

## Prijzen
Voor zijn rol in Antigone, nog een theaterstuk, kreeg hij de prijs voor beste acteur in een bijrol tijdens het Nederlands Theater Festival.

## Filmografie (tv)
- Spoed (2002) - Papa
- Familie (2002) - Stevie
- Lili en Marleen (2003, 2006-2007, 2009-2010) - Rikki Dilliarkis
- Spoed (2005) - Meneer Zegers
- Wittekerke (2005) - Leraar
- Het Verstand Van Vlaanderen (familiespecial) (2006) - zichzelf
- Familie (2006-2011, 2013, 2015, 2024-2025) - Bert Van den Bossche
- Pitt & Kantrop - Pitt
- Rox (2011) - Jack

## Theaterwerk
- Een bruid in de morgen - De Fluistercompagnie (Thomas) - auteur Hugo Claus
- De Libertijn - Raamtheater Antwerpen (Baronet)
- Kartonnen Dozen (monoloog) - verscheidene zalen - auteur Tom Lanoye
- Het Getto - regie/script
- Inside Moulin Rouge - regie
- The Jungle Book - regisseur
- De Tweeling - regie/script/acteur
- Inside Moulin Rouge 2 - regie/acteur
- Equus - acteur
- De Magdalena Meisjes - regisseur
- Dancing Queen - regisseur
- One flew over the cuckoo's nest - De Fluistercompagnie (Billy Bibbit) acteur

## Politiek
De Lelie komt bij de lokale verkiezingen in 2012 op voor Open Vld. Hij kreeg er de achtste plaats op de lijst van de stad Antwerpen en ondersteunt eveneens de provincieraadslijst.